# Incești (Avram Iancu), Alba
Incești este un sat în comuna Avram Iancu din județul Alba, Transilvania, România.